# 迫石

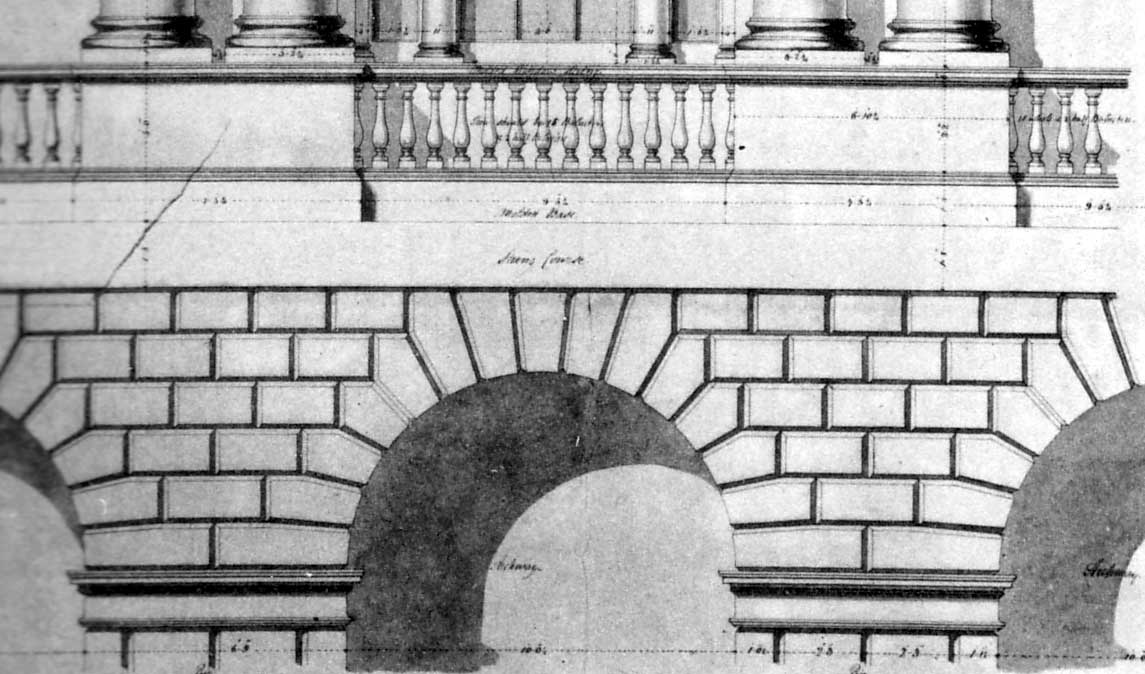
アーチ面を形成している石材が迫石である。

迫石（せりいし、voussoir）は、アーチを構成する楔形の建材で、石でできていることが多い。
なお、アーチやヴォールトを構成する石は全て迫石だが、そのうち頂上部にあるものをキーストーン、一番下にあるものを迫受石（せりうけいし）と呼ぶ。キーストーンは装飾を施してあることが多く、他の迫石より大きいこともある。16世紀のマニエリスムの建築家はキーストーンを若干下に飛び出した形にすることが多かった。迫受石は一番下の迫石で、アーチが壁や橋脚から迫り出し始める部分にある。
"voussoir" という言葉は、"turn"（方向転換する）を意味するフランス語の動詞に由来する中英語から取られた職人言葉である（OED）。迫石は楔形であり、上からの重量を徐々に方向転換させる役目がある。アーチ橋に見られるように、迫石は石の圧縮強度を利用して効率的に重量を分散させている。迫石の外側の面を "extrados"（迫持外面）と呼ぶ。

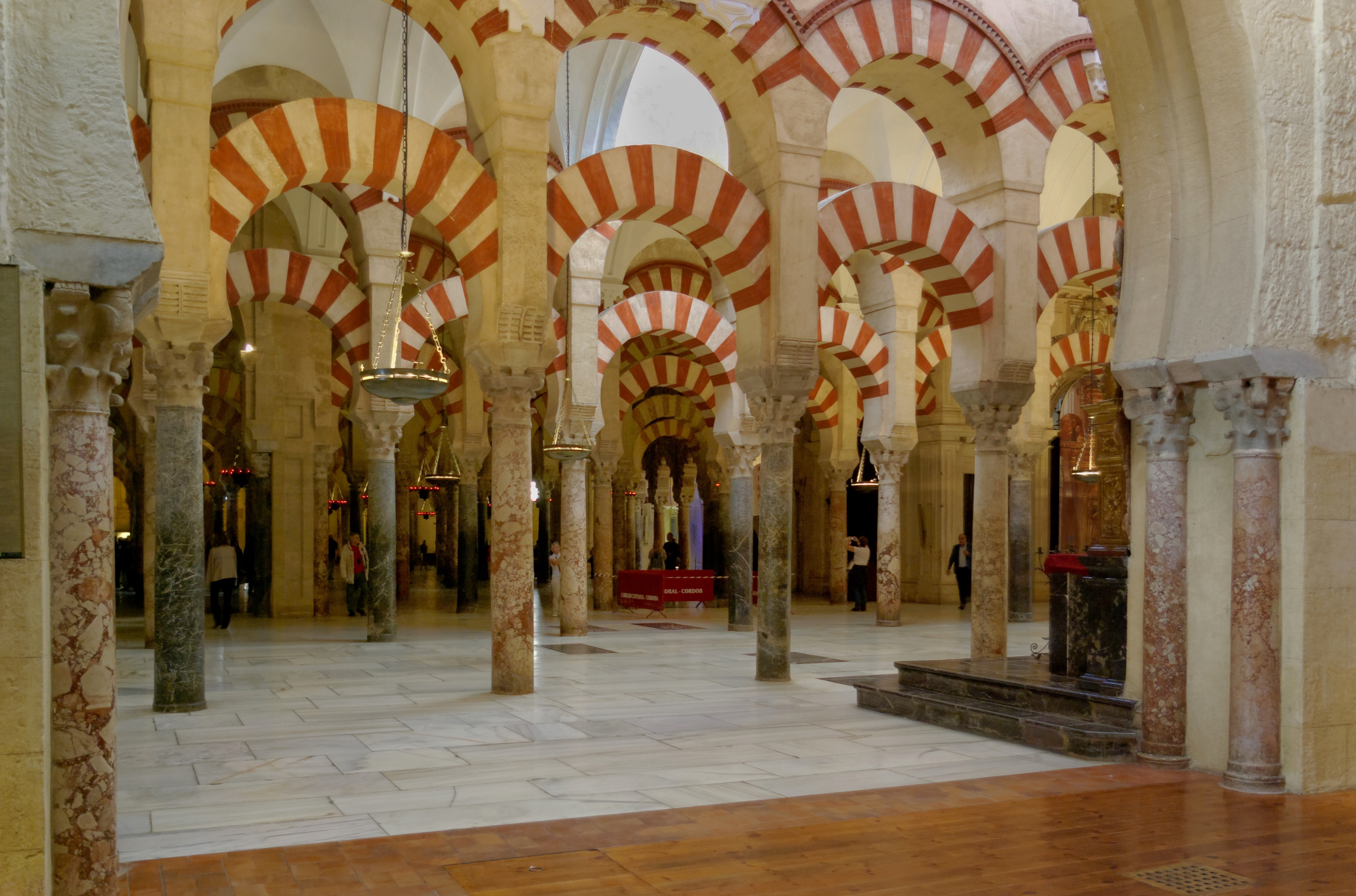
コルドバのモスク。赤と白の迫石が交互に使われている。

イスラム建築では、赤と白の迫石を交互に使ったものがよく見られる。